# شکار بوفالوی آمریکایی

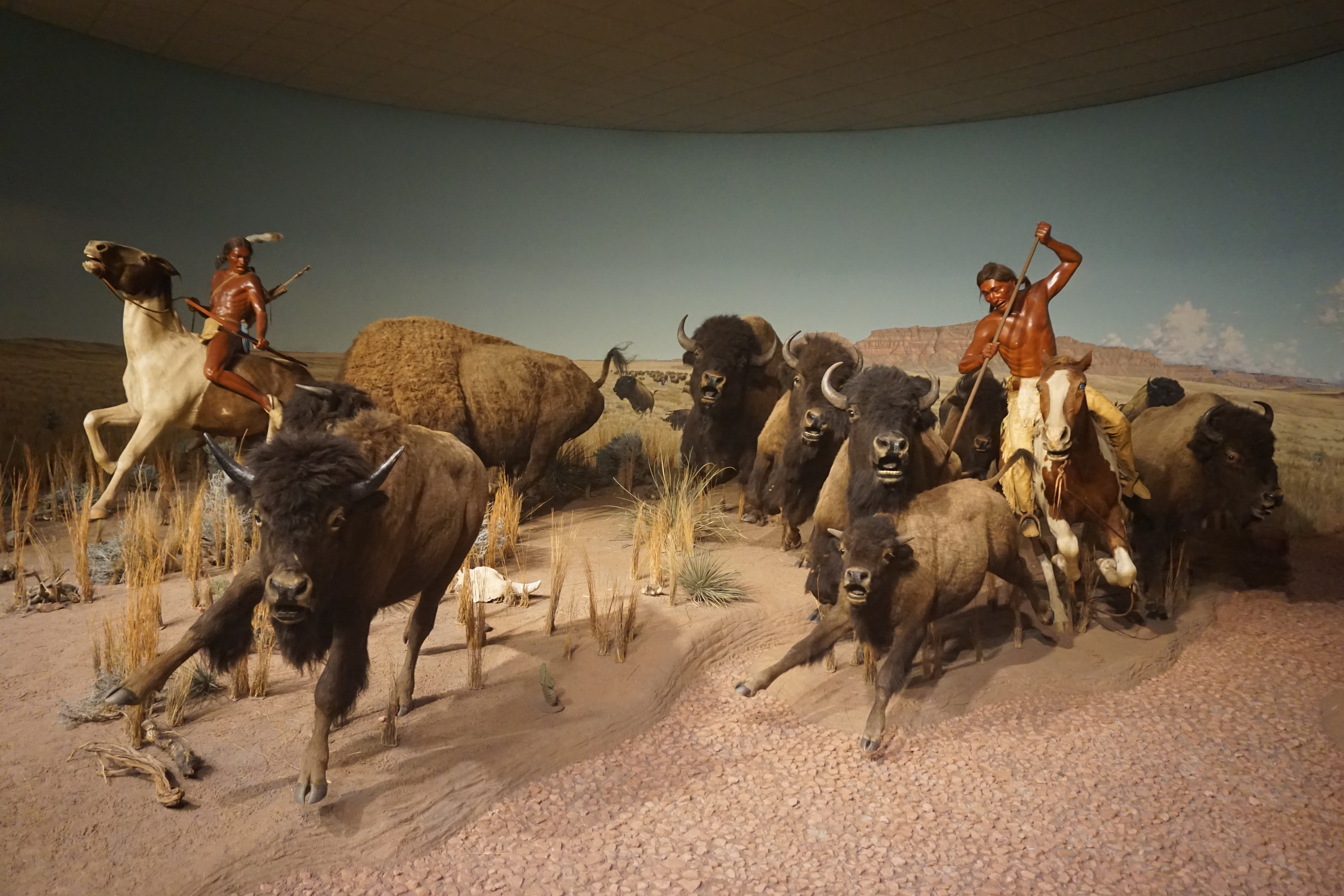
ژرفانما شکار بوفالوی سرخپوستی کرو در موزه عمومی میلواکی

مجموعه ای از تصاویر از طرف Eadweard Muybridge، برای نشان دادن حرکت حیوان

شکار بوفالوی آمریکایی (که به آن گاومیش کوهان دار آمریکایی هم می‌گویند) یکی از فعالیت‌های بنیادین در اقتصاد و ساختار اجتماعی اقوام سرخ‌پوست ساکن دشت‌های پهناور مناطق داخلی آمریکای شمالی بود؛ پیش از آن‌که این حیوان در اواخر قرن نوزدهم، به‌دنبال تکامل سرزمینی ایالات متحده آمریکا به سمت غرب، تا مرز انقراض پیش برود. شکار بوفالوی آمریکایی برای این اقوام، نه‌تنها منبعی مهم برای تأمین مایحتاج مادی، بلکه آیینی معنوی و مقدس نیز به‌شمار می‌رفت؛ به‌ویژه پس از ورود اسب به قاره آمریکا از سوی اروپاییان در سده‌های شانزدهم تا نوزدهم، که روش‌های جدیدی در شکار را برای آن‌ها امکان‌پذیر ساخت. کاهش چشمگیر جمعیت این گونه جانوری، عمدتاً به علت نابودی زیستگاه به‌دنبال گسترش دامداری و کشاورزی در غرب آمریکای شمالی، شکار صنعتی در مقیاس گسترده توسط مهاجران اروپایی‌تبار، افزایش فشار بر شکار از سوی بومیان به‌دلیل تقاضای مهاجران برای پوست و گوشت بایسون، و در برخی موارد، سیاست‌های عامدانه استعمار مهاجرنشین برای نابود کردن منابع غذایی بومیان در دوران درگیری با آن‌ها رخ داد.

## شکار پیشاتاریخ و بومی
مدت‌ها پیش از ورود انسان‌ها به قاره آمریکا، شکار گاومیش‌ها توسط انسان‌های باستانی در اوراسیا، مانند نئاندرتال‌ها، انجام می‌شد. شکار بوفالوی آمریکایی در آمریکای شمالی نیز، از زمان کوتاهی پس از ورود نخستین انسان‌ها به این سرزمین رایج شد. در محوطهٔ جِیک بلاف واقع در شمال ایالت اوکلاهاما، سرنیزه‌های فرهنگ کلوویس در کنار استخوان‌های قصابی‌شده فراوانی از گونه منقرض‌شده بوفالو، یعنی بیزون باستانی، یافت شده است. این مجموعه مربوط به گله‌ای از دست‌کم ۲۲ بوفالو است و قدمت آن به حدود ۱۲٬۸۳۸ سال پیش از امروز (معادل با ۱۰٬۸۸۸ پیش از میلاد) بازمی‌گردد. در زمان انباشت این بقایا، محل مورد نظر دره‌ای باریک و دارای دیواره‌های شیب‌دار بوده که به بن‌بست ختم می‌شده است. این ویژگی نشان می‌دهد که شکارچیان کلوویس گله بوفالو را در این دره به دام انداخته و سپس آن‌ها را شکار کرده‌اند. این روش نشان‌دهنده تداوم در تکنیک‌های شکار بوفالو آمریکایی است که در سنت فولسومِ متأخرتر نیز دیده می‌شود.

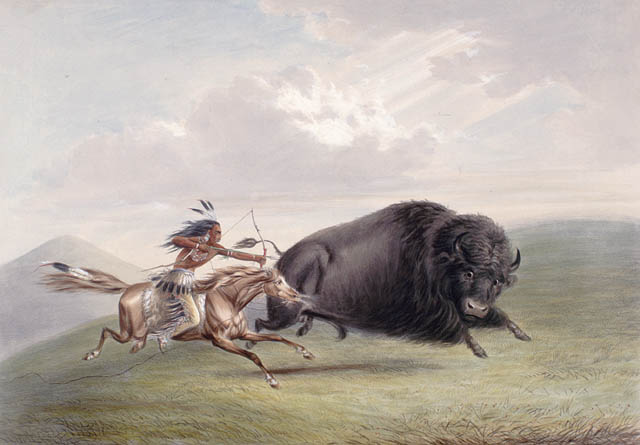
شکار بازون توسط جورج کاتلین

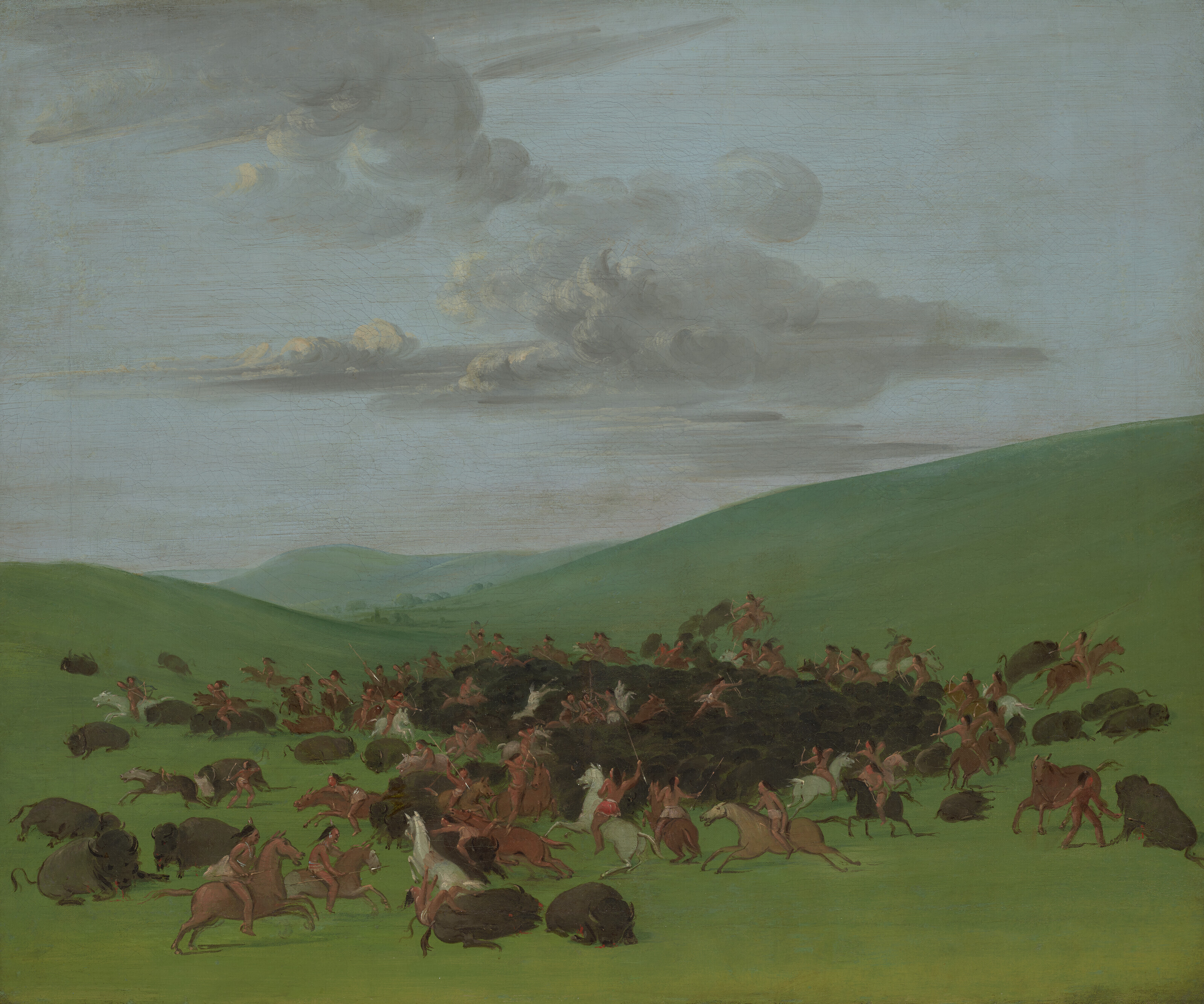
بیسن شکار هیداتسا جورج کاتلین، حدود ۱۸۳۲

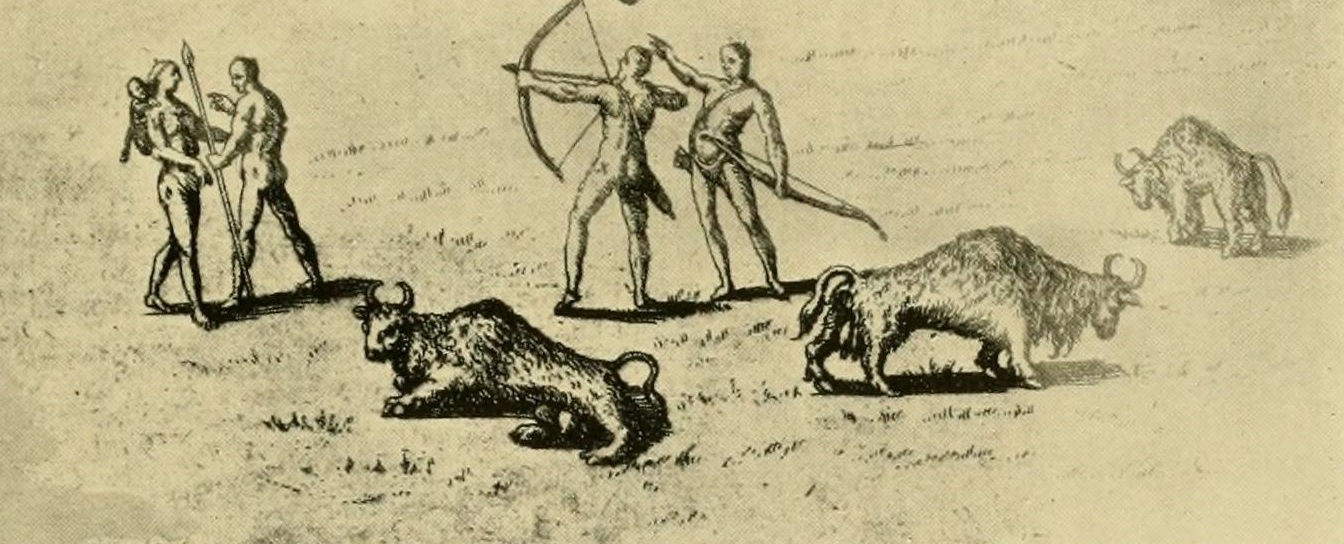
بایسون و سرخ‌پوستان اثر دِ بری، ۱۵۹۵پدرو کاستاندا، یکی از سربازان همراه فرانسیسکو واسکس د کورونادو در دشت‌های جنوبی در سال ۱۵۴۲، بوفالوها را با «ماهی‌های دریا» مقایسه کرده بود.

### شکار بوفالوهای بومی آمریکا

#### زیست‌شناسی، گسترش، تعامل با انسان
بوفالوی آمریکایی امروزی به دو زیرگونه تقسیم می‌شود: بوفالوی جنگلی که در جنگل شمالی کانادا زندگی می‌کند و بوفالوی دشتی که در دشت‌های پهناوری از کانادا تا مکزیک زیست می‌نماید. زیرگونه دشتی به گونه غالب در مرغزار آمریکای شمالی بدل شد؛ جایی که بوفالو به‌عنوان یکگونه کلیدی شناخته می‌شد و فشار ناشی از چرا و کوبش سم‌های آن، تأثیری بنیادین بر ساختار بوم‌شناسی دشت‌های بزرگ داشت؛ درست همان‌گونه که آتش‌سوزی جنگل چنین نقشی ایفا می‌کردند. بایسون نقشی محوری در بقای بسیاری از اقوام بومی ساکن دشت‌های بزرگ ایفا می‌کرد. حتی برای مردمان روستایی کشت‌کنندهٔ ذرت نیز، بایسون منبع غذایی ارزشمند دومی محسوب می‌شد. با این حال، دربارهٔ نحوه تعامل انسان‌ها و بوفالو، دیدگاه‌هایی متفاوت وجود دارد. چارلز سی. مان در کتاب خود به نام ۱۴۹۱: کشفیات تازه‌ای دربارهٔ قاره آمریکا پیش از ورود کلمب (صفحه ۳۶۷ به بعد) می‌نویسد: «هیاناندو دِ سوتو طی چهار سال جست‌وجو در جنوب شرقی ایالات متحده در اوایل قرن شانزدهم، با انبوهی از انسان‌ها روبه‌رو شد، اما ظاهراً حتی یک بوفالو هم ندید.» مان شواهدی را بررسی می‌کند که بر اساس آن، بومیان آمریکا نه‌تنها با استفاده هدفمند از آتش، مراتع گسترده و مناسبی را برای بوفالوها ایجاد کرده بودند، بلکه جمعیت آن‌ها را نیز به شکل فعالی کنترل می‌کردند. بر اساس این نظریه، تنها پس از آن‌که جمعیت اولیه بومیان بر اثر امواج پی‌درپی بیماری‌های واگیردار ناشی از تماس با اروپاییان از بین رفت، گله‌های بوفالو توانستند بدون کنترل انسانی، به‌شدت افزایش یابند. از این دیدگاه، دریاهای گله‌های بوفالو که تا افق امتداد می‌یافتند، نه نشانه‌ای از تعادل زیست‌محیطی، بلکه نشانه‌ای از برهم خوردن توازن طبیعی بودند؛ شرایطی که تنها به‌واسطه چند دهه بارندگی بالاتر از میانگین ممکن شده بود. از دیگر شواهد مربوط به ورود بوفالو در حدود سال‌های ۱۵۵۰ تا ۱۶۰۰ به دشت‌های ساحل شرقی، نبود نام‌گذاری‌های بومی در جنوب شرقی آمریکا است که به بوفالو اشاره داشته باشد. بوفالو در مقطعی، پرشمارترین گونه منفرد از پستانداران بزرگ وحشی در سطح زمین به‌شمار می‌آمد.

#### مراسم مذهبی
دین و باورهای معنوی نقش مهمی در شکار بایسون نزد بومیان آمریکایی ایفا می‌کرد. قبایل دشت‌نشین به‌طور کلی بر این باور بودند که موفقیت در شکار، نیازمند انجام آیین‌ها و مناسک خاصی است. برای مثال، قبیلهٔ اوماها باید به‌صورت مرحله‌ای و در چهار توقف به گله بوفالو نزدیک می‌شد. در هر توقف، ریش‌سفیدان و رهبر گروه شکار می‌نشستند، دود مقدس برمی‌آوردند و برای موفقیت در شکار دعا می‌خواندند. قبیلهٔ پاونی‌ها نیز پیش از آغاز شکار تابستانی قبیله‌ای، آیینی تطهیری به نام آیین بزرگ شست‌وشو برگزار می‌کردند تا از ترساندن بایسون‌ها جلوگیری کنند.